# Sedita
Sedita — бренд, под которым выпускаются продукты питания на заводе Pečivárne Sereď, расположенном в словацком городе Середь в Трнавском крае. Завод занимается производством подслащённой долгохранящейся выпечки, такой как бисквитное печенье, имбирные пряники или «Horalky».

## История
Компания Sedita была основана в 1953 году в Середе путём слияния нескольких небольших местных пекарен и ремесленных мастерских (например, WECO в Кремнице, Hana в Ружомбероке, Maškrta в Пьештянах, Tatranka в Липтовски-Градоке и т. д.). Чтобы удовлетворить спрос на хлебобулочные изделия длительного пользования и сконцентрировать производство за счёт неэффективных операций в Кремнице, Ружомбероке, Пьештянах и т. д., в 1962 году началось строительство нового завода в Середе. После полной эксплуатации в 1966 году производство было сосредоточено только на трёх площадках: печенья производились в Липтовски-Градоке, вафли и пряники — в Голиче, а остальная продукция — в Середе на двух фабриках. С 1963 по 1968 год производственная база входила в состав Кондитерской промышленности длительного пользования (чешск. Průmysl trvanlivého pečiva) в Праге. Годовое производство в этот период было на уровне 17 000 тонн примерно по 70 видам долговечных хлебобулочных изделий. В начале 1969 года компания стала самостоятельной и получила название Pečivárne Sereď. Штаб-квартира — в Братиславе. Большинство продуктов поставлялось на чехословацкий рынок, часть продуктов экспортировалась в соседние социалистические страны (в первую очередь, в ГДР и Венгрию), в 1980-е годы более 100 тонн в месяц поставлялось в несоциалистические страны (особенно в Саудовскую Аравию и Кувейт).
В 1992 году компания Pečivárne Sereď была приобретена Штефаном Кассаем (чешск. Štefan Kassay) и Паволом Якубцем (чешск. Pavol Jakubec) в рамках процесса приватизации. Вместе с заводом Figaro Trnava (приватизация в 1993 году) компания была включена в собственность I.D.C. Holding, a.s., который стал самым важным производителем кондитерских изделий и долгохранящейся выпечки в Словакии. В 2000 году название бренда было сменено с Pečivárne Sereď на SEDITA. В 2005 году было принято решение о закрытии филиала в Голиче и переносе производства в филиал в Середе. В 2010 году объём производства компании составил около 4000 тонн.

## Бренды
- Horalky (1959)
- Romanca (1960)
- Kávenky (1961)
- Kakaové řezy (1963)
- Princezky (1968)
- Club (1968)
- Mila (1969)
- Věnečky (1984)
- Lina (1988)
- značka Rodinné (2015)

- Horalky
- Mila